# Galina Minaitsjeva
Galina Jakovlevna Minaitsjeva (Russisch: Галина Яковлевна Минаичева) (Moskou, 17 oktober 1928 – Tbilisi, 28 januari 2025) was een turnster uit de Sovjet-Unie. Ze vertegenwoordigde haar vaderland op de Olympische Zomerspelen 1952 in Helsinki. 
Minaitsjeva won tijdens de Olympische Zomerspelen 1952 drie medailles, één gouden in de landenwedstrijd, één zilveren medaille in de landenwedstrijd draagbaar gereedschap en de bronzen medaille individueel op sprong. Op alle onderdelen waaraan zij meedeed eindigde zij top tien.
Minaitsjeva overleed op 28 januari 2025 op 95-jarige leeftijd in de Georgische hoofdstad Tbilisi.

## Resultaten

### Olympische Zomerspelen
| Jaar | Plaats   | Resultaten |
| ---- | -------- | --- |
| 1952 | Helsinki | landenwedstrijd landenwedstrijd draagbaar gereedschap sprong 4e in de meerkamp 6e op vloer 8e aan de brug 10e op balk |